# Austrijski pokret otpora
Austrijski pokret otpora, nacističkoj vladavini počeo je svoju djelatnost na dan Anschlussa 1938. Austrijski pokret otpora imao je socijalistički i komunistički karakter, a borio se protiv austrofašizma od 1934. Pripadnici Austrijskog pokreta otpora bili su uglavnom pripadnici nekadašnjih ekstremnih ljevičarskih stranaka, a djelovali su u izolaciji, daleko od središta Austrije. Jedan od značajnijih pripadnika bio je Josef Plieseis. Drugi koji su se odupirali nacizmu bile su katoličke ili monarhističke skupine. No, važno je spomenuti, da je i nekoliko austrijskih nacionalista sudjelovalo u otporu, koji su čak naginjali i ka fašizmu, no nisu podnosili razaranje Austrije.
Austrijsko društvo imalo je dvojbe o tome koga podržavati, naciste koji su vladali od 1938. do 1945. ili one koji su im se odupirali. Pošto je veliki dio Austrijanaca podržavala nacistički režim, Saveznici su Austriju smatrali neprijateljem, pa su je i okupirali nakon njemačke kapitulacije u svibnju 1945. S druge strane Moskovska deklaracija proglasila je Austriju demokratskom državom prije rata, a napad na njeno tlo smatrao se činom oslobođenja.
Mnoge povijesne knjige raspravljale su s gledišta i jedne i druge strane. Akademski pregled dat je o Pokretu otpora u Austriji, 1938. – 1945. (knjiga Pokret otpora u Austriji, 1938. – 1945.) autora Radomíra Luze, čiji je izdavač Tisak sveučilišta u Minessoti, a izdana je 1984.
Znak Austrijskog pokreta otpora bio je O5, gdje 5 označava E i OE kao zamjena za Österreich gdje je njemačko slovo »Ö« zamijenuto s »OE«. Ovaj znak može se vidjeti u Stephansdomu u Beču.